# 레이디와 트램프
《레이디와 트램프》(영어: Lady and the Tramp)는 월트 디즈니 피처 애니메이션이 제작한 1955년 미국 만화 영화이다.
워드 그린의 "Happy Dan, The Cynical Dog"의 코스모폴리탄 잡지 스토리를 바탕으로, 세련된 중상류층 가정에 살던 레이디라는 이름의 암컷 코커 스패니얼과 트램프라는 이름의 수컷 떠돌이 잡종 개의 이야기를 다룬다. 두 개가 만났을 때, 그들은 많은 로맨틱한 모험을 함께 하며 사랑에 빠진다.
월트 디즈니사의 정규 극장판으로는 15번째이며, 해밀턴 루스케, 윌프레드 잭슨이 감독했하여 1955년 6월 22일 RKO 라디오 픽쳐를 통해 극장에 배급되었다. 후속편인 레이디와 트램프 2는 2001년 비디오로 출시되었다.

## 줄거리
1909년, 작은 마을에서 "짐 디어"는 아내 "달링"에게 코커 스패니얼 강아지 한 마리를 크리스마스 선물로 준다. 레이디라는 이름의 강아지는 도팅 주인의 보살핌을 받으며 자라며 이웃의 개 족(스코티) 및 트러스티(노인 블러드하운드)와 친구가 된다. 한편, 마을 건너편에는 트램프라는 이름의 떠돌이 테리어 믹스가 쓰레기와 유인물을 먹고 있으며 그의 친구인 페키니즈 페그와 불독 불독을 지역 개잡이로부터 구출한다.
화가 난 개잡이를 피해 트램프는 레이디의 동네에 가게 된다. 그는 그녀에 대한 주인의 갑자기 멀어진 행동에 대해 족 및 트러스티와 대화하는 산란한 여인을 우연히 듣는다. 족과 트러스티가 달링이 임신했기 때문이라고 추론하자 트램프는 자신을 "경험의 목소리"로 대화에 들어가고 레이디에게 "아기가 들어오면 개가 움직인다"고 경고한다. 짜증이 난 족은 그를 마당에서 몰아낸다. 트램프의 말은 레이디가 달링의 임신 기간 동안 초조해하게 만들지만, 아기가 도착하면 그녀는 그와 만나 유대감을 형성하여 두려움을 없애준다.
나중에 짐 디어와 달링은 집과 레이디, 그리고 아기를 짐 디어의 이모 사라에게 맡기고 짧은 여행을 떠난다. 사라는 두 마리의 샴 고양이 시(Si)와 암(Am)을 데리고 온다. 사라는 개를 싫어하고 레이디를 금지한다. 아기를 보는 것부터; 나중에 고양이는 집을 파괴하고 레이디가 다친 척하여 증서를 고정한다. 사라는 레이디를 애완동물 가게로 데려가서 입마개를 씌워준다. 레이디는 겁에 질려 거리로 도망쳤고, 그곳에서 사나운 개 세 마리에게 쫓기고, 트램프가 그녀를 보호하기 위해 개입한다.
트램프는 비버에게 총구를 제거하기 위해 레이디를 동물원으로 데려간다. 그런 다음 그는 레이디에게 주인 없는 생활 방식을 보여주고 마을을 탐험한다. 토니스 레스토랑의 친절한 주인은 그들에게 스파게티 저녁 식사를 제공하고, 그들이 공원을 산책하며 저녁을 마무리한다. 다음날 트램프는 레이디가 그와 함께 "발이 느슨하고 칼라가 자유롭게"살도록 설득하려고한다. 트램프를 좋아함에도 불구하고 그녀는 자신의 임무가 아기를 돌보는 것이라고 결정한다. 트램프가 레이디를 집으로 안내하는 동안 그는 닭 몇 마리를 쫓기 위해 멈춘다. 개잡이는 둘 다 쫓지만 레이디만 잡히게 된다. 파운드에서 그녀는 트램프를 아는 페그, 불 및 기타 떠돌이를 만난다. 그들은 과거에 여자친구가 많았다는 사실을 밝히고, 여자가 그의 약점이라고 주장한다.
사라는 레이디를 주장하러 와서 도망친 것에 대한 처벌로 그녀를 뒷마당에 묶는다. 족과 트러스티는 학대를 피하기 위해 레이디가 결혼하여 그들 중 한 명과 함께 살자고 제안했지만 그녀는 부드럽게 거절한다. 트램프가 레이디에게 사과하기 위해 도착했을 때 그녀는 그의 많은 여자 친구 때문에 그를 꾸짖고 그를 멀리 보낸다. 그 후 레이디는 아기의 침실 창문을 통해 집으로 몰래 들어오는 큰 쥐를 발견한다. 사라에게 알리려는 그녀의 시도는 실패하지만 트램프는 그녀의 짖는 소리를 듣고 돌아와서 아기를 구하기 위해 직접 집에 들어간다. 레이디는 사슬을 끊고 곧 따라온다. 트램프는 쥐와의 전투에서 부상을 입었지만 커튼 뒤에서 쥐를 죽였다. 몸부림치는 동안 아기의 침대가 뒤집어지고 아기는 울기 시작한다. 사라는 조사하러 왔고 개가 아기를 공격했다고 가정한다.
짐 디어와 달링은 집으로 돌아와 사라가 레이디를 지하실에 가두고 트램프를 개잡이에게 넘겨 안락사시켰다는 사실을 알게 된다. 사라의 이야기를 믿지 않는 짐 디어는 레이디를 풀어주고 레이디는 즉시 죽은 쥐를 보여준다. 우연히 진실을 들은 조크와 트러스티는 개잡이의 수레를 쫓아 막으려 한다. 말이 겁을 먹고 수레가 추락했다. 짐 디어와 달링은 트램프를 구하기 위해 레이디와 함께 도착하지만 트러스티는 난파선으로 인해 심각한 부상을 입었다.
나중에 크리스마스가 되자 트램프는 공식적으로 가족의 일원이 되었고 그와 레이디는 네 마리의 작은 강아지를 키우게 되었다. 족과 거의 치유된 트러스티가 가족을 방문한다. 이제 강아지들은 트러스티에게 그의 오래된 이야기에 대한 새로운 청중을 제공하지만 그는 그것을 잊어버렸고 그 자신과 다른 모든 사람들의 즐거움이 컸다.

## 출연

### 주연
- 페기 리
- 바바라 루디
- 래리 로버츠
- 빌 톰슨
- 빌 보콘
- 스탠 프레버그
- 버나 펠턴
- 앨런 리드
- 조지 기봇
- 리 밀라

## 기타
- 원작자: 워드 그린

## 리뷰
《레이디와 트램프》은 로튼 토마토의 41개의 리뷰를 기반으로 총 93%의 신선도 평가를 받았으며, 7.92/10의 가중 평균 점수를 받았다..

## 음악
유명한 곡으로는 다음과 같은 곡이 있다:
| #  | 제목                         | 연주                                    | 재생 시간 |
| -- | ---------------------------- | --------------------------------------- | --------- |
| 1. | 〈Main Title (Bella Notte)〉 | George Givot & The Disney Studio Chorus |           |
| 2. | 〈Peace on Earth〉           | Donald Novis & The Disney Studio Chorus |           |
| 3. | 〈What Is a Baby〉           | Barbara Luddy                           |           |
| 4. | 〈La La Lu〉                 | Peggy Lee                               |           |
| 5. | 〈The Siamese Cat Song〉     | Peggy Lee                               |           |
| 6. | 〈Bella Notte〉              | George Givot & The Disney Studio Chorus |           |
| 7. | 〈He's a Tramp〉             | Peggy Lee & The Mellomen                |           |
| 8. | 〈Finale (Peace on Earth)〉  | Donald Novis & The Disney Studio Chorus |           |

## 실사 작품
- 레이디와 트램프 (2019년 영화)

## 같이 보기
- 월트 디즈니 픽처스의 영화 목록